# Aphelinus engaeus
Aphelinus engaeus är en stekelart som beskrevs av Prinsloo och Neser 1994. Aphelinus engaeus ingår i släktet Aphelinus och familjen växtlussteklar.
Artens utbredningsområde är Angola. Inga underarter finns listade i Catalogue of Life.